# 太平市 (越南)
太平市（越南语：／）是越南太平省省莅城市以及經濟文化中心。总面积67.71平方千米。2019年总人口206037人。

## 地理
太平市东南和南接建昌县，西和西南接武舒县，北接东兴县。

## 历史
1989年6月21日，富春社和武福社析置富庆坊。
2002年4月12日，前锋社改制为前锋坊，陈览社改制为陈览坊。
2003年4月18日，太平市社被评定为三级城市。
2004年4月29日，太平市社改制为太平市。
2007年12月13日，东兴县东寿社、东美社2社、建昌县武乐社、武东社2社、武舒县新平社1社划归太平市管辖；黄耀社改制为黄耀坊，光中坊、前锋坊、布川坊和富春社析置陈兴道坊。
2013年12月12日，太平市被评定为二级城市。

## 行政区划
太平市下辖10坊9社，市人民委员会位于陈兴道坊。
- 蒲川坊（Phường Bồ Xuyên）
- 提探坊（Phường Đề Thám）
- 黄耀坊（Phường Hoàng Diệu）
- 奇布坊（Phường Kỳ Bá）
- 黎鸿丰坊（Phường Lê Hồng Phong）
- 富庆坊（Phường Phú Khánh）
- 光中坊（Phường Quang Trung）
- 前锋坊（Phường Tiền Phong）
- 陈兴道坊（Phường Trần Hưng Đạo）
- 陈览坊（Phường Trần Lãm）
- 东和社（Xã Đông Hoà）
- 东美社（Xã Đông Mỹ）
- 东寿社（Xã Đông Thọ）
- 富春社（Xã Phú Xuân）
- 新平社（Xã Tân Bình）
- 武政社（Xã Vũ Chính）
- 武东社（Xã Vũ Đông）
- 武乐社（Xã Vũ Lạc）
- 武福社（Xã Vũ Phúc）

## 教育
太平市内有创建于1969年、由越南卫生部主管的医学类大学太平醫藥大學，该校在越南医学界具有一定的影响力。